# Transporte en Málaga
Málaga posee un extensa red de transporte público. Cuenta con autobús, tren, metro o taxi entre otros. Además, hay carreteras, autovías y autopistas que conectan la ciudad con otros puntos de España.

## Infraestructura vial

### Carreteras
Málaga está bien conectada por carretera. Tiene una autovía de circunvalación y varios accesos, así como varias autovías y autopistas que la conectan con otras ciudades.

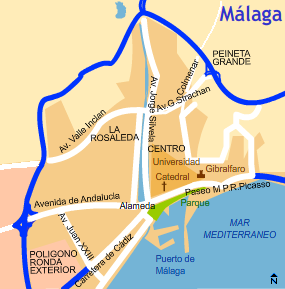
Plano de Málaga mostrando sus calles principales.

| Autovías y Autopistas en Málaga | Autovías y Autopistas en Málaga           | Autovías y Autopistas en Málaga                                 | Autovías y Autopistas en Málaga |
| Identificador                   | Denominación                              | Itinerario                                                      | Titularidad                     |
| ------------------------------- | ----------------------------------------- | --------------------------------------------------------------- | ------------------------------- |
| A-7                             | Autovía del Mediterráneo                  | Algeciras - Málaga - Almería - Valencia - Tarragona - Barcelona | Estatal                         |
| A-45                            | Autovía de Málaga                         | Córdoba - Lucena - Antequera - Málaga                           | Estatal                         |
| AP-46                           | Autopista de las Pedrizas                 | Puerto de Las Pedrizas - Málaga                                 | Privada                         |
| A-357                           | Autovía de Cártama                        | Casapalma - Cártama - Málaga                                    | Autonómica                      |
| MA-20                           | Circunvalación de Málaga                  | Torremolinos - Churriana - Bailén-Miraflores                    | Estatal                         |
| MA-21                           | Autovía Torremolinos - Málaga             | Torremolinos - Málaga                                           | Estatal                         |
| MA-23                           | Autovía de Acceso al Aeropuerto de Málaga | Guadalmar - Aeropuerto de Málaga-Costa del Sol                  | Estatal                         |
| MA-24                           | Autovía de Acceso Este a Málaga           | La Cala del Moral - El Palo - Lomas de San Antón                | Estatal                         |

### Calles
En Málaga hay aproximadamente 5.400 calles. Algunas de las más importantes son Calle del Marqués de Larios, Alameda Principal, Paseo Marítimo Ciudad de Melilla, Avenida de Andalucía o Avenida de Velázquez.

Red de ferrocarriles en España (Málaga está al sur).

## Ferrocarril

### Alta Velocidad
La Estación de Málaga-María Zambrano, ubicada en el centro de la ciudad, recibe trenes AVE procedentes de Madrid-Puerta de Atocha y de Barcelona-Sants.

### Otros trenes
Además, de la estación también salen trenes Alvia, Media Distancia, Intercity, Altaria, etc. Estos trenes conectan Málaga con otros puntos del país.

## Metro

Mapa esquemático de Metro de Málaga.

El Metro de Málaga es un sistema de ferrocarril metropolitano, inauguarado en 2014. Cuenta con 2 líneas y más de 11 kilómetros de vías. La estación principal e intercambiador es la de El Perchel.
| Línea  | Terminales                             | Longitud | Estaciones |
| ------ | -------------------------------------- | -------- | ---------- |
|        | Atarazanas - Andalucía Tech            | 8,7 km   | 13         |
|        | Guadalmedina - Palacio de los Deportes | 4,9 km   | 8          |
| Total: | Total:                                 | 13,6 km  | 19         |

El precio de un billete sencillo es 1,35€ + 0,30€ del soporte. La tarjeta monedero es 0,82€ + 0,30€ o 1,80 del soporte.

## Cercanías

Mapa esquemático de Cercanías Málaga.

Cercanías Málaga es un sistema ferroviario interurbano que conecta la ciudad de Málaga con otras localidades de la región, como Torremolinos, Benalmádena, Fuengirola, Cártama, Pizarra o Álora. Fue fundado en 1975, tiene 2 líneas y 70 kilómetros de vías.
| Línea  | Terminales                         | Longitud | Estaciones |
| ------ | ---------------------------------- | -------- | ---------- |
|        | Málaga Centro-Alameda - Fuengirola | 31,35 km | 18         |
|        | Málaga Centro-Alameda - Álora      | 38 km    | 9          |
| Total: | Total:                             | 70 km    | 24         |

## Autobús

### Autobús urbano (EMT Málaga)

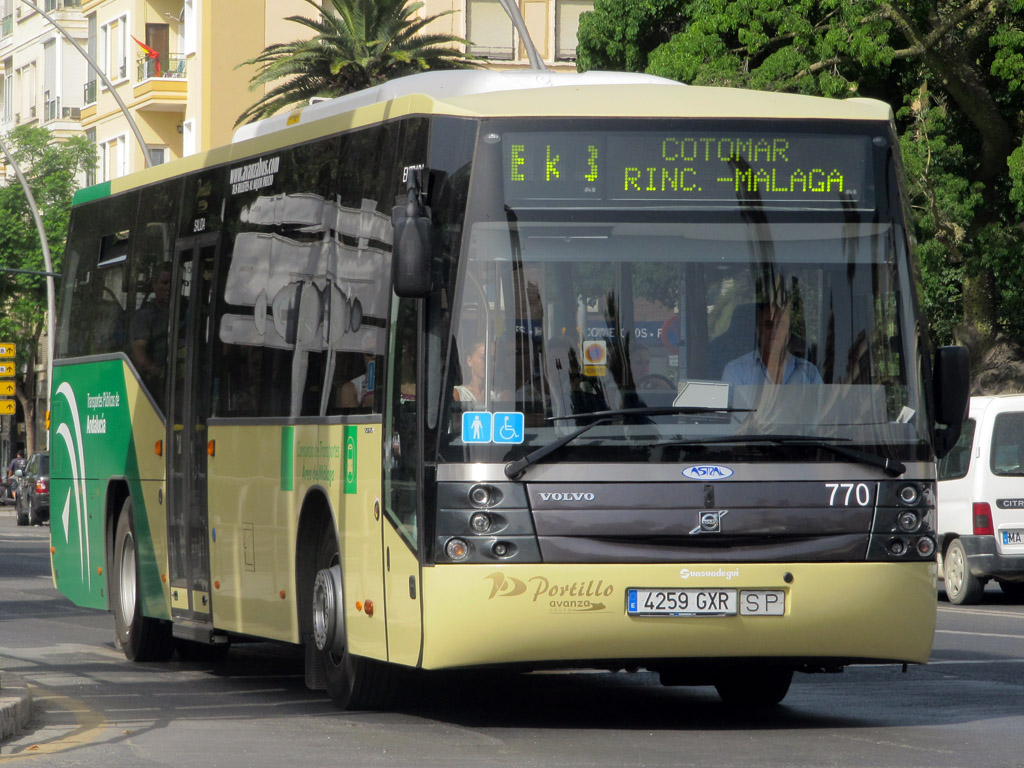
Autobús del Consorcio de Transportes (CTMAM).

La Empresa Malagueña de Transportes es el sistema municipal de autobuses urbanos en la ciudad de Málaga. Fue fundada en 1884, y tiene 39 líneas regulares, 4 nocturnas y 4 especiales. El billete ordinario (sencillo) tiene un precio de 1,40€.
| Líneas Regulares EMT Málaga | Líneas Regulares EMT Málaga                                                          | Líneas Regulares EMT Málaga                          | Líneas Regulares EMT Málaga                       | Líneas Regulares EMT Málaga            |
| Línea                       | Trayecto                                                                             | Frecuencia Media (Laborables)                        | Frecuencia Media (Sábados)                        | Frecuencia Media (Domingos y festivos) |
| --------------------------- | ------------------------------------------------------------------------------------ | ---------------------------------------------------- | ------------------------------------------------- | -------------------------------------- |
| 1                           | Parque del Sur – Alameda Principal – San Andrés                                      | 9-11 Minutos                                         | 13 Minutos                                        | 15-17 Minutos                          |
| 2                           | Alameda Principal – Ciudad Jardín                                                    | 10-11 minutos                                        | 12-13 minutos                                     | 15 minutos                             |
| 3                           | Puerta Blanca - El Palo (Carretera de Olías)                                         | 9-10 minutos                                         | 11-13 minutos                                     | 12-13 minutos                          |
| 4                           | Paseo del Parque – Cruz Humilladero – Cortijo Alto                                   | 11-12 minutos                                        | 13-15 minutos                                     | 15-17 minutos                          |
| 5                           | Alameda Principal – Guadalmar - Parque de Ocio                                       | 34-37 minutos                                        | 35-48 minutos                                     | 45-48 minutos                          |
| 6                           | Alameda Principal – La Milagrosa                                                     | 50 minutos                                           | 50 minutos                                        | 50 minutos                             |
| 7                           | Alameda Principal – Miraflores de los Ángeles – Carlinda                             | 10-11 minutos                                        | 13-15 minutos                                     | 12-13 minutos                          |
| 8                           | Alameda Principal – Colonia Santa Inés – Clínico                                     | 12-13 minutos                                        | 16-17 minutos                                     | 17-21 minutos                          |
| 9                           | Alameda Principal – Churriana (POR CENTRO DE SALUD Y CALLE MAESTRO VERT)             | 47 minutos                                           | 45-90 minutos                                     | 80 minutos                             |
| 10                          | Alameda Principal – Churriana (POR CALLE TORREMOLINOS)                               | 47 minutos                                           | 45-90 minutos                                     | 75-80 minutos                          |
| 11                          | Universidad – El Palo (Playa Virginia)                                               | 9-11 minutos                                         | 18-22 minutos                                     | 20-24 minutos                          |
| 14                          | Paseo de la Farola – Carranque – Teatinos                                            | 11 minutos                                           | 12-13 minutos                                     | 15 minutos                             |
| 15                          | La Virreina – Carlos Haya – Santa Paula                                              | 12-13 minutos                                        | 15 minutos                                        | 15 minutos                             |
| 16                          | Paseo del Parque – Misericordia – Térmica                                            | 12-13 minutos                                        | 16-18 minutos                                     | 20-22 minutos                          |
| 17                          | Alameda Principal – Las Virreinas – La Palma                                         | 11 minutos                                           | 12 minutos                                        | 12-15 minutos                          |
| 18                          | Ciudad Jardín – Teatinos                                                             | 25-30 min en hora punta (45-55 min el resto del día) | 30-40 min en hora punta (70 min el resto del día) | 70 Minutos                             |
| 19                          | Paseo del Parque – Intelhorce – Campanillas - Maqueda                                | 20-35 minutos                                        | 30-35 minutos                                     | 45-48 minutos                          |
| 20                          | Alegría de la Huerta - Avda. Manuel Agustín Heredia - Los Prados -                   | 15-17 minutos                                        | 17-19 minutos                                     | 19-22 minutos                          |
| 21                          | Alameda Principal – Carlos Haya – Puerto de la Torre                                 | 12-13 minutos                                        | 16 minutos                                        | 20 minutos                             |
| 22                          | Avenida de Molière – Tiro de Pichón – Universidad                                    | 12-13 min. (18-20 min. en época no lectiva)          | 30 minutos                                        | 30 minutos                             |
| 23                          | Alameda Principal – El Cónsul – Parque Cementerio                                    | 20-30 minutos                                        | 25-40 minutos                                     | 40 minutos                             |
| 25                          | Paseo del Parque – Campanillas – Maqueda                                             | 13-20 minutos                                        | 27-30 minutos                                     | 27-30 minutos                          |
| 27                          | Avda. Manuel Agustín Heredia – Santa Bárbara – Polígono Industrial Guadalhorce       | 80 minutos                                           | 70-75 minutos (Solo de 7.00 a 14.00)              | Sin Servicio                           |
| 28                          | Santa Águeda – Campanillas – Los Núñez                                               | 95-100 minutos                                       | 85-90 minutos                                     | 85 minutos                             |
| 29                          | Jarazmín – El Palo (Circular)                                                        | 60 minutos                                           | Sin Servicio                                      | Sin Servicio                           |
| 30                          | Alameda Principal – Mangas Verdes                                                    | 45-50 minutos                                        | Sin Servicio                                      | Sin Servicio                           |
| 31                          | Alameda Principal – Carranque – Palacio de los Deportes                              | 17-21 minutos                                        | 20-25 minutos                                     | 25-28 minutos                          |
| 32                          | Avenida de Andalucía – Limonar – Mayorazgo                                           | 16-25 minutos                                        | 40 minutos                                        | 40 minutos                             |
| 33                          | Avenida de Andalucía – Cerrado de Calderón                                           | 25-35 minutos                                        | 60 minutos                                        | 60 minutos                             |
| 34                          | Avenida de Andalucía – Pedregalejo                                                   | 25-35 minutos                                        | 60 minutos                                        | 60 minutos                             |
| 35                          | Avenida de Andalucía – Gibralfaro                                                    | 40-50 minutos                                        | 40-50 minutos                                     | 40-50 minutos                          |
| 36                          | Alameda de Colón – Conde Ureña                                                       | 60 minutos                                           | 60 minutos                                        | Sin Servicio                           |
| 37                          | Avenida de Andalucía – Altamira – Monte Dorado                                       | 25-35 minutos                                        | 60-65 minutos                                     | 50-60 Minutos                          |
| 38                          | Alameda Principal – Granja Suárez                                                    | 25 minutos                                           | 25-45 minutos                                     | 40-45 minutos                          |
| 40                          | Paseo de la Farola – Sacaba Beach                                                    | 60 minutos                                           | Sin Servicio                                      | Sin Servicio                           |
| 62                          | Puerto de la Torre – Universidad                                                     | 45 minutos                                           | Sin Servicio                                      | Sin Servicio                           |
| C1                          | Circular 1 (Martínez de la Rosa-Séneca – Alameda Principal [sentido horario])        | 12 minutos                                           | 15 minutos                                        | 20 minutos                             |
| C2                          | Circular 2 (Camino de Suárez-Blas de Lezo – Alameda Principal [sentido antihorario]) | 12-13 minutos                                        | 15 minutos                                        | 15-18 minutos                          |
| C3                          | Parque Clavero                                                                       | 15 minutos                                           | 15 minutos (Solo de 8.30 a 14.45)                 | 15 minutos (Solo de 8.30 a 14.45       |
| A Express                   | Paseo del Parque – Aeropuerto                                                        | 23-30 minutos                                        | 20-30 minutos                                     | 20-30 minutos                          |

| Líneas Nocturnas EMT Málaga | Líneas Nocturnas EMT Málaga                       | Líneas Nocturnas EMT Málaga |
| Línea                       | Trayecto                                          | Salidas (Laborables) |
| --------------------------- | ------------------------------------------------- | --- |
| N1                          | Puerta Blanca – Alameda Principal – El Palo       | PUERTA BLANCA: 23:00, 23:30, 23:55, 00:20, 00.35, 00.45, 01.00, 01.30, 02.00, 02.35, 03.00, 03.55, 05.15EL PALO: 23:05, 23:35 23:50, 00:15, 00:40, 01:05, 01:20, 01:35, 01:50, 02:15, 02:40, 03:15, 04:30, 05:45                          |
| N2                          | Plaza de la Marina – Circular                     | SALIDAS DESDE ALAMEDA PRINCIPAL SUR: 00:15, 00:45, 01:10, 02:00, 03:20, 04:10, 05:05, 06:00 |
| N3                          | Paseo del Parque – Ortega y Gasset - Campanillas  | ¿? |
| N4                          | Alameda Principal – Teatinos – Puerto de la Torre | ALAMEDA PRINCIPAL: 23:30, 00:15, 01:00, 01:45, 02:30, 04:00*, 05:30* (SALIDA 04:00 y 05:30 SOLO DE JUEVES A SABADO)PUERTO DE LA TORRE: 00:15, 01:00, 01:45, 02:30*, 03:15*, 04:45* (SALIDAS 02:30, 03:15 y 04:45 SOLO DE JUEVES A SABADO) |

### Autobús interurbano
El CTMAM (Consorcio de Transporte Metropolitano del Área de Málaga), que controla el Metro de Málaga, el Cercanías de Málaga, la EMT Málaga, el Autobús Urbano de Benalmádena y el Autobús Urbano de Alhaurín el Grande, también explota las líneas de autobús interurbano de la provincia. Muchas de estas líneas pasan por la ciudad de Málaga. El listado de líneas de la CTMAM se encuentra en este enlace.

## Transporte aéreo
La ciudad de Málaga tiene un aeropuerto, el Aeropuerto de Málaga-Costa del Sol (código IATA: AGP, código OACI: LEMG). Este tiene 3 terminales y 2 pistas, y vuelos a varios aeropuertos de España y aeropuertos internacionales como Moscú, Nueva York, Bucarest, Riad, Toronto, etc.